# Distretto di Goalpara
Il distretto di Goalpara è un distretto dello stato dell'Assam in India. Il suo capoluogo è Goalpara.